# Marek Szczęsny
Marek Dariusz Szczęsny (ur. 16 lipca 1965 w Bydgoszczy) – polski malarz, profesor Uniwersytetu Warmińsko-Mazurskiego w Olsztynie, kurator i organizator wielu wystaw.

## Życiorys
Ukończył malarstwo na Wydziale Sztuk Pięknych Uniwersytetu Mikołaja Kopernika w Toruniu w 1992 r. Dyplom w pracowni prof. Zygmunta Kotlarczyka. Pracował jako asystent w Wyższej Szkole Pedagogicznej (od 1994 roku). profesor w Katedrze Sztuk Pięknych Uniwersytetu Warmińsko-Mazurskiego w Olsztynie.
W latach 1994–1995 odbył staż w Akademii Sztuk Pięknych we Florencji i na Uniwersytecie w Sienie, w ramach stypendium Ministerstwa Kultury i Sztuki.

## Ważniejsze wystawy indywidualne (do 2009 r.)
- 1999 Zbrojownia, Akademia Sztuk Pięknych w Gdańsku
- 2000 Kulturzentrum Ostpreussen, Schloss-Ellingen, Niemcy
- 2001 Ośrodek Kultury i Sztuki, Zamek, Ostróda
- 2001 Galeria Miejskiego Ośrodka kultury, Olsztyn
- 2002 Galeria Uniwersytecka, Uniwersytet Warmińsko-Mazurski w Olsztynie
- 2002 Galeria Jednego Obrazu, Muzeum Warmii i Mazur, Olsztyn
- 2002 Galeria Centrum Edukacji i Inicjatyw Kulturalnych, Olsztyn
- 2003 Galeria Elektor, Mazowieckie Centrum Kultury i Sztuki, Warszawa
- 2003 Galeria przy Stadninie Koni Skarbu Państwa, Kętrzyn
- 2004 Galeria Miejska, Zamek, Pasłęk
- 2005 Galeria Mariacka, Gdańsk
- 2005 Galeria, Dom Polski, Wilno, Litwa
- 2005 Centrum Szkoleniowo-Konferencyjne, Uniwersytet Warmińsko-Mazurski w Olsztynie
- 2009 „Kolor i forma: Zbigniew Wąsiel (rzeźba) - Marek Szczęsny (malarstwo)”, Galeria GAK, Gdańsk-Sobieszewo[2]
- 2009 Zbigniew Wąsiel, Marek Szczęsny, Izydor Borys, Galeria „DA” Dworek Artura, Gdańsk[3]
- 2009 Zbigniew Wąsiel - rzeźba / Marek Szczęsny - rysunek i malarstwo, Galeria Rynek, Olsztyn[4]
- 2018 Wody nieznane, Galeria „DA” Dworek Artura, Gdańsk[5]

## Ważniejsze wystawy zbiorowe (do 2020 r.)
- 1990 Tumult, Nowy Ratusz, Toruń
- 1991 Wystawa poplenerowa, Greifswald, Wydział Sztuk Pięknych w Toruniu
- 1994 Wystawa uczniów pracowni prof. Giorgio Uliwiego, Akademia Sztuk Pięknych we Florencja, Włochy
- 1996 Wystawa Nauczycieli Zakładu Malarstwa Wyższej Szkoły Pedagogicznej w Olsztynie, Galeria Sztuki, Wyższej Szkoły Policji, Szczytno
- 1997 50-lecie plastyki na Warmii i Mazurach, BWA, Olsztyn
- 1998 Wystawa Środowiska Pomorskiego, Zamek Książ, Wałbrzych
- 1999 Ogólnopolskim Konkursie Malarskim FALA 99, MOK, Olsztyn
- 2000 Festiwal Malarstwa, Zamek Książąt Pomorskich, Szczecin
- 2001 II Olsztyński Biennale Plastyki „O Medal Prezydenta”, BWA, Olsztyn
- 2001 Jurajska jesień, Miejska Galeria Sztuki, Częstochowa
- 2002 VI Biennale Plastyki Bydgoskiej, BWA, Bydgoszcz
- 2002 Wystawa Prac Środowiska Pomorskiego, Galeria Sztuki Współczesnej, Kołobrzeg
- 2003 Wokół Morza Śródziemnego - malarstwo i fotografia, Muzeum Szlachty Mazowieckiej, Ciechanów
- 2003 Galeria Tristian Bernard, Paryż, Francja
- 2004 Wystawa Artystów-Pedagogów Katedry Sztuk Pięknych Uniwersytet Warmińsko-Mazurski, BWA, Olsztyn
- 2005 III Biennale Plastyki „Tarnowskie klimaty”, BWA,  Tarnów
- 2005 Dionos Soutine, Wilno, Litwa
- 2005 IV Olsztyńskie Biennale Plastyki  „O Medal Prezydenta”, BWA, Olsztyn
- 2018 "W-gallery" Centrum Ekspozycyjne Stara Kotłownia, Olsztyn[6]
- 2018 "W-gallery" Galeria Marszałkowska, Olsztyn
- 2018 "Wody nie znane"
- 2019 "W-gallery"  Galeria Sztuki Wyższej Szkoły Policji w Szczytnie[7]
- 2019 „W drodze... Kontynenty...”, Wejherowskie Centrum Kultury, Wejherowo[8]
- 2020 "W-gallery" Centrum Kultury w Ostródzie[9]

## Nagrody
- 1998 wyróżnienie w I Biennale Plastyki Olsztyńskiej, BWA, Olsztyn
- 1999 II nagroda w Ogólnopolskim Konkursie Malarskim FALA 99, MOK, Olsztyn
- 2001 równorzędne wyróżnienie w II Olsztyński Biennale Plastyki „O Medal Prezydenta”, BWA, Olsztyn
- 2002 II nagroda w VI Biennale Plastyki Bydgoskiej, BWA, Bydgoszcz
- 2005 III nagroda w III Biennale Plastyki „ Tarnowskie klimaty”,BWA,  Tarnów
- 2005 wyróżnienie w IV Olsztyńskim Biennale Plastyki „O Medal Prezydenta”, BWA, Olsztyn